# Karavasta
Die Lagune von Karavasta ist die größte Küsten-Lagune Albaniens. Sie liegt in Mittelalbanien bei Divjaka etwa 20 Kilometer westlich von Lushnja an der Küste der Adria zwischen den Mündungen der Flüsse Shkumbin und Seman, durch deren Aktivitäten sie gebildet wurde. Die Größe der Lagune beträgt 45 km². Die maximale Tiefe beträgt lediglich 1,3 Meter, wobei die durchschnittliche Tiefe bei 0,7 Metern liegt. Vom Meer wird die Lagune nur durch schmale bewaldete Dünen getrennt. Rund herum hat sich ein Sumpfgebiet gebildet.

## Nationalpark

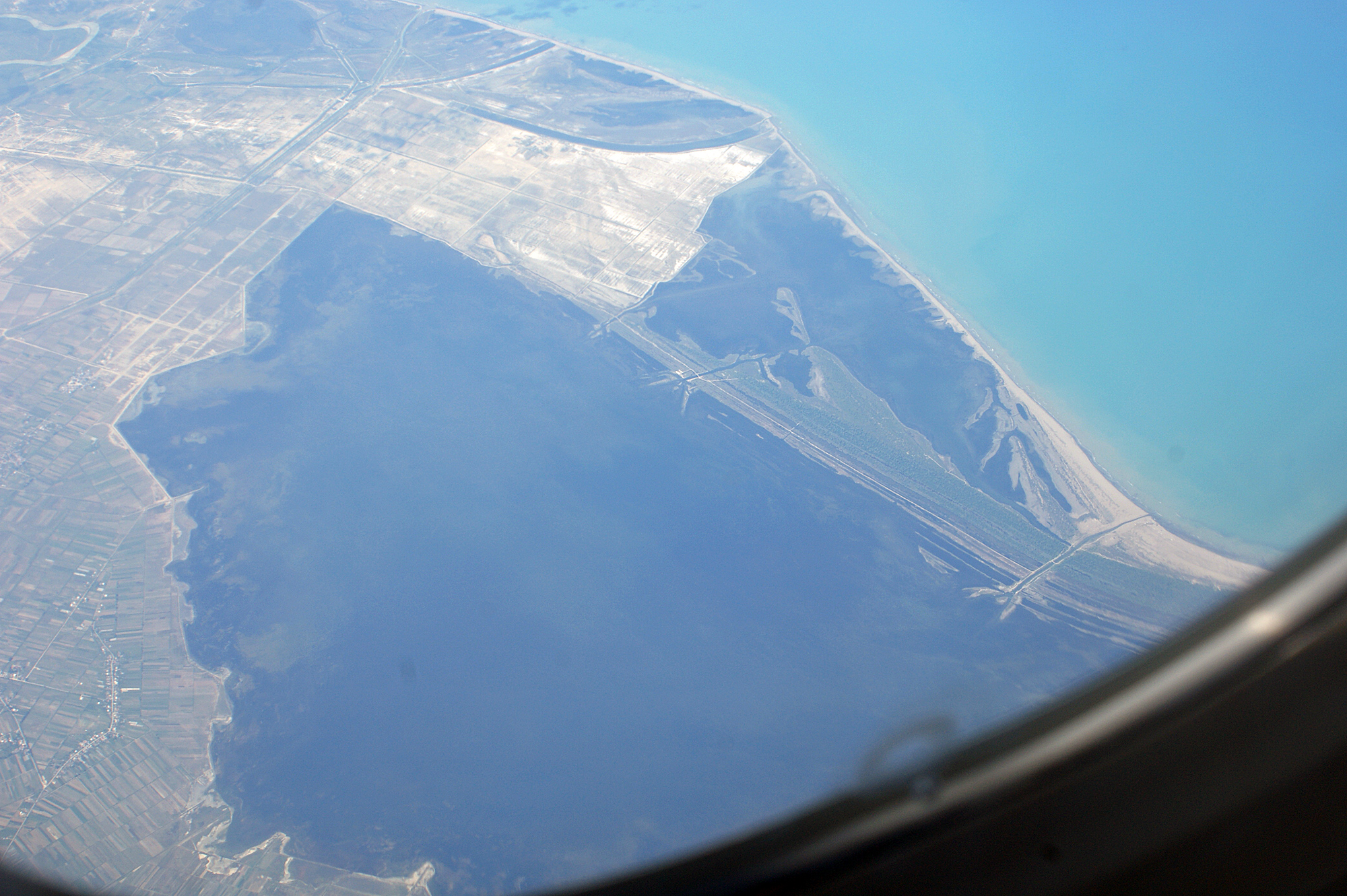
Südlicher Teil der Lagune

Seit 1994 stehen 12,5 Quadratkilometer der Lagune und angrenzende Pinienwälder sowie Teile der Nehrung als Nationalpark Divjaka-Karavasta unter Schutz. Es handelt sich dabei um ein international geschütztes Ramsar-Gebiet, da die Lagune ein bedeutendes Refugium für einige selten gewordenen Wasservögel ist, insbesondere als Überwinterungsgebiet von Zugvögel.

## Tourismus
In Albanien wird immer wieder auf das touristische Potential der Region hingewiesen. Der lange Sandstrand ist schon heute ein beliebtes Ausflugsziel der Albaner. Erste Ökotourismus-Projekte wurden aber Opfer der Aufstände im Jahr 1997. Der Tourismus und die daraus resultierenden Emissionen wirken sich in ihrer heutigen Form negativ auf das empfindliche Ökosystem und die Tierwelt aus: Abfälle, Verschmutzung, Neubauten, Abholzung und menschlicher Lärm gehören zu den Problemen, mit denen das Schutzgebiet zu kämpfen hat.